# Mart Hällgren

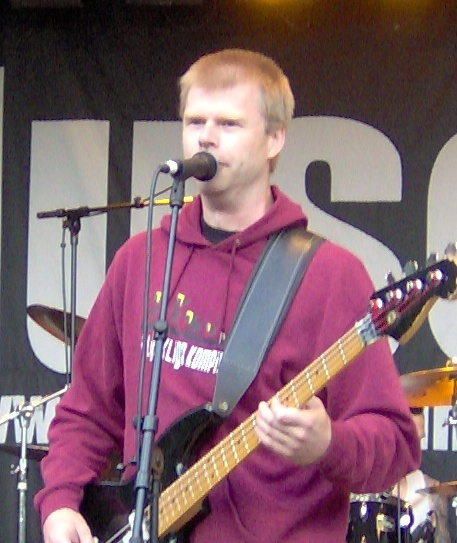
Mart Hällgren

Per Martin (Mart) Hällgren (* 8. Februar 1968 in Solna) ist ein schwedischer Punk-Musiker, der vor allem als Frontmann, Sänger, Bassist und Komponist der Trallpunkband De Lyckliga Kompisarna bekannt ist.

## Leben
Hällgren spielte 1979 in seiner ersten Punkband Likström. Zehn Jahre später gründete er zusammen mit Björn Gunér De Lyckliga Kompisarna. Die Band bestand zunächst bis 1997, 2008 kam es zu einer Wiedervereinigung.
Andere Bands, in denen Hällgren gespielt hat, waren Krymplings, Dr. Anti-Skval, Crudity, UBBA und Greven & James. Er hat seit 1984 auch ein Soloprojekt, Total Egon, dessen Aktivität aufgrund von Hällgrens Engagement in anderen Bands variiert. Unter anderem machte Hällgren als Total Egon ein Lied über die Plattenfirma Rosa Honung, das den Titel Rosa Honungs Grav trägt.
Hällgren betreibt auch ein eigenes Tonstudio namens Hemmet. Er lebt in Göteborg und arbeitet als Lehrer an der Göteborgs högre samskola.

## Diskografie
mit De Lyckliga Kompisarna
- 1991: Le som en fotomodell
- 1993: Tomat
- 1995: Sagoland
- 1996: DLK
- 1997: Live på Kafé 44
- 2000: Hockeyfrillor 89-97
- 2009: Hugos Sång (EP)
- 2010: Hugos Sång
- 2013: De motvilliga konstnärerna

als Total Egon
- 1987: Fördomar mot (EP)
- 1988: Guldkängan (EP)
- 1989: Män (EP)
- 1992: Samling i det gröna
- 1994: Hoppar högt hugger snabbt
- 2005: Vi ses i sommar!
- 2007: Stockholmis i mitt hjärtis

als Mart
- 1997: En kille som e go (EP)
- 1998: Helt enkelt

| Personendaten    | Personendaten                             |
| ---------------- | ----------------------------------------- |
| NAME             | Hällgren, Mart                            |
| ALTERNATIVNAMEN  | Hällgren, Per Martin (vollständiger Name) |
| KURZBESCHREIBUNG | schwedischer Punk-Musiker                 |
| GEBURTSDATUM     | 8. Februar 1968                           |
| GEBURTSORT       | Solna, Stockholms län, Schweden           |